# SiTime Corporation
SiTime Corporation ist ein US-amerikanischer Halbleiterhersteller. Das Unternehmen wurde 2005 gegründet und ist Marktführer im Bereich der MEMS-Oszillatoren. Der Hauptsitz befindet sich in Santa Clara im Silicon Valley.
2014 erwarb die japanische, börsennotierte MegaChips Corporation das Unternehmen für einen Barpreis von 200 Mio. USD und hält SiTime nun als hundertprozentige Tochtergesellschaft.
SiTime bietet MEMS-basierte Timing-Lösungen aus Silizium an, die herkömmliche Quarzoszillatoren ersetzten. Bei der Herstellung der MEMS-Resonatoren kooperiert das Unternehmen mit Bosch.